# (38210) 1999 NP4
1999 NP4 (asteroide 38210) é um asteroide da cintura principal. Possui uma excentricidade de 0.09031140 e uma inclinação de 7.90732º.
Este asteroide foi descoberto no dia 13 de julho de 1999 por John Broughton em Reedy Creek.